# L'arte dei Rumori

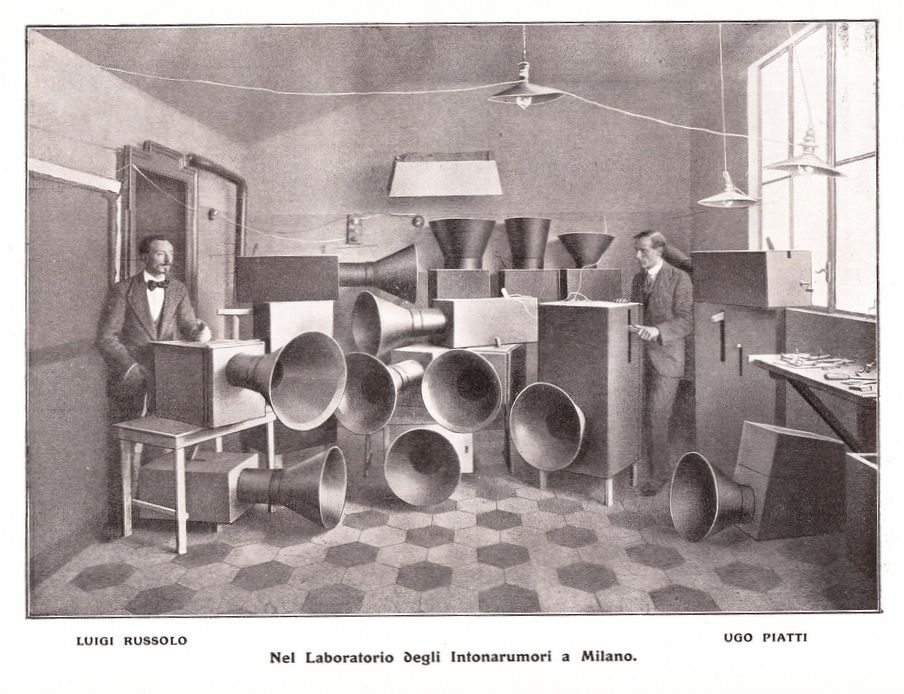
Luigi Russolo i Ugo Piatti amb els intonarumori el 1913

L'arte dei Rumori (en toscà en l'original), L'art del soroll en català, és un manifest futurista escrit per Luigi Russolo en una carta enviada al 1913 al seu amic i compositor futurista Francesco Balilla Pratella. Russolo hi diu que l'oïda humana s'ha acostumat a la velocitat, energia i soroll (noise) del paisatge urbà i industrial. A més a més, aquesta nova paleta sonora necessita un nou acostament a la instrumentació i composició musical. Per açò hi planteja unes conclusions sobre com l'electrònica i altres tecnologies permetran als músics futuristes "substituir la limitada varietat de timbres que una orquestra processa hui per una infinita varietat de timbres que es troben en els sorolls, reproduïts amb els mecanismes escaients".
L'arte dei Rumori és considerat un dels més importants i influents textos del segle xx en estètica musical.

## Continguts
L'arte dei Rumori forma part del Manifest Futurista -publicat el 20 de febrer del 1909, en el diari Le Figaro de París i escrit per Filippo Tommaso Marinetti-; i l'escrigué Luigi Russolo en una carta del 1913 al seu amic i compositor futurista Francesco Balilla Pratella, la música del qual fou la seua principal inspiració per a escriure-li la carta.
En aquest escrit Russolo valora aquests punts:
- Caldria rescatar la pertinença de les experiències sonores en la vida quotidiana.
- Trencar amb la condició divina de la música i la subjectivitat de l'intèrpret.
- El soroll remet directament al dia a dia.[6]

Esmenta que el so musical està excessivament limitat per la varietat qualitativa dels timbres en què únicament hi ha cinc classes d'instruments diferents en timbre:
- Instruments de corda (amb arc o sense)
- Instruments de vent (metalls i fustes)
- Instruments de percussió.

Així, la música actual es limita a aquest petit cercle, i s'esforça en va a crear varietats noves de timbres. Afirma que cal trencar amb aquest cercle restringit de sons purs i assolir la varietat infinita dels sons-sorolls.

Indica, a més: 
| «               | Nosaltres, els futuristes, hem estimat profundament les harmonies dels grans mestres i n'hem gaudit. Beethoven i Wagner ens han trastornat els nervis i el cor durant molts anys. Ara n'estem assaciats i gaudim molt més combinant idealment els sorolls de tren, de motors d'explosió, de carrosses i de multituds vociferants, que no tornant a escoltar, per exemple, la “Heroica” o la “Pastoral”. (p. 7) | » |
| — Luigi Russolo | |   |

Russolo distingeix 6 famílies de sorolls:
| 1                                                            | 2                             | 3                                                      | 4                                                                           | 5                                                                                | 6                                                                                     |
| ------------------------------------------------------------ | ----------------------------- | ------------------------------------------------------ | --------------------------------------------------------------------------- | -------------------------------------------------------------------------------- | ------------------------------------------------------------------------------------- |
| - Fragor - Trons - Explosions - Borbolleigs - Baques - Brams | - Xiulades - Xiulets - Bufits | - Remors - Murmuris - Remugueigs - Rumors - Clapoteigs | - Estridències - Grinyols - Cruixits - Brunzits - Crepitacions - Fricacions | - Sorolls obtinguts amb percussió sobre metalls, pells, pedres, terracotes, etc. | - Veus d'animals i crits humans, xiscles, gemecs, esgarips, udols, riallades, raneres |

## La música futurista
Els primers concerts de música futurista es van donar, el 2 de juny del 1913, al Teatre Storchi de Mòdena, en què Luigi Russolo presentà un “detonador” (scorppiatore) amb soroll de “motor de combustió i que oferia ja una gamma de 10 altures. Sembla que el van sentir unes 2.000 persones que “no estaven d'acord amb les pretensions futuristes”, i provocaren rebomboris i una cascada d'articles de diari plens d'insults (fragor cacofònic mancat de lògica o “estètica elitista” sols desenvolupada per a “impressionar els burgesos [épater els bourgois) eren algunes de les acusacions més repetides.
La velocitat de Luigi Russolo en la construcció de nous instruments (els intonarumori (entonasoroll): el scoppiatore (detonador), el crepitatori (cruixidor), el ronzatori (el brunzidor) i el stropicciatori (raspador); i per a l'estiu, en què s'havien publicat dues partitures que Russolo anomenava “xarxes de soroll”, titulades Risveglio di una Cittá (El despertar d'una ciutat) i Convegno d’Aeroplani e d’Atomobili (Aplec d'automòbils i avions), en veiem 4 models més.
Així, l'11 d'agost, presentà una orquestra futurista de 16 intonarumori diferents (al final n'hi va haver 27 tipus), tots amb noms onomatopeics segons el so produït: udols, crepitació, arrugues, explosió, és a dir, crepitatore, ronzatore, etc. Segons Russolo es podien “arribar a obtenir trenta mil sorolls diferents”. A aquesta exhibició van assistir diversos futuristes (Pratella també), així com Ígor Stravinski, Serguei Diàghilev i Massine Léonide.

En les seues memòries Le serate futuriste: 1930 (La vetllada futurista), Francesco Cangiullo recorda aquesta nit: 
| «                     | Pratella, "el cigne de Romanya", arribà a Milà amb l'esperança de trobar que cap dels invitats s'hi hagués presentat, i que ell no hauria de tocar cap nota. L'arrossegaren, però, cap al piano i l'obligaren a tocar i cantar la seua música amb una boca que hagués preferit obrir per a un bon plat de sopa de peix. D'una manera o altra s'acabaren les peces i Russolo s'acostà a un dels vuit o nou "intonarumoris". El "crepitatore" crepità i generà mil guspires com un torrent ombrívol. Stravinsky saltà del divan com rebotent d'un matalàs de molls, amb un xiulet d'emocionada alegria. Alhora, un "frusciatore" va cruixir com les teles de seda, o com les fulles noves d'abril. El compositor es llançà frenèticament al piano, en un intent de reproduir aqueix prodigiós so onomatopeic, però els seus dits àvids exploraren els semitons en va. Mentrestant, el ballarí [Massine] movia les seues cames professionals. Diaghilev deia “ah, ah” com una guatla sorpresa, cosa que en ell era el senyal més alt d'aprovació. Amb els moviments de les cames, el ballarí tractava de dir que l'estranya simfonia era ballable, mentre que Marinetti, més feliç que mai, hi va dur te, pastissos i licors. Boccioni xiuxiuejà a Carra que els invitats havien estat guanyats [NT: per a la causa futurista]. L'única persona que hi romangué impassible fou el mateix Russolo. Es pessigà la barba de cabra i digué que n'hi havia un munt de coses per a modificar encara: odiava les lloances. I quan començà un cortés murmuri de desacord, Piatti declarà que els experiments haurien de començar de nou des de zero. Stravinsky i el pianista eslau tocaren una frenètica versió a quatre mans de l'"Ocell de foc", y Pratella es va adormir profundament. | » |
| — Francesco Cangiullo | |   |

## Influència
Si bona part del públic d'aquella època considerava amb desgrat els seus concerts, la veritat és que molts dels més avançats compositors de l'època els reberen amb molta curiositat. Alguns fins i tot hi reconegueren la influència d'un concepte nou, com ara Ígor Stravinski, Edgar Varèse, Maurice Ravel, Darius Milhaud, etc.
Amb els anys, Luigi Russolo refinà les aparicions públiques i el 1921 presentà uns concerts a París, amb el seu germà Antonio, en què tota una orquestra simfònica i 27 intonarumori sonaven plegats. Tot açò donà una nova dimensió a l'afer en inserir el soroll dins la música i aconseguir afegir-hi aquest matís mecànic que tant va influir en molts compositors d'avantguarda posteriors.
El que sonava provocatiu ha esdevingut real. Els sons concrets han penetrat i s'han instal·lat en l'esfera musical. Considerats com a danys col·laterals de la nostra època consumista, aquests residus invisibles i molestos esdevenen so-soroll sota la batuta futurista. I molts compositors actuals hi veuen un potencial tímbric inaudit i imperdible.
Mig segle després, la naixent electrònica musical li va retre el primer homenatge amb la invenció de Pierre Schaeffer de la música concreta, composta combinant registres de sorolls del medi ambient, i la idea continuà el seu camí amb recerques tímbriques totalment alliberades de prejudicis, tant en música com en art sonor.

### Músics i artistes influenciats perl'art dels sorolls
- Pierre Schaeffer[2]
- Pierre Henry[2]
- Jean-Michel Jarre
- Art of Noise[11]
- Adam Ant[12]
- Einstürzende Neubauten[2]
- Test Dept[2]
- DJ Spooky[2]
- Panayiotis Kokoras
- Playing with nuns
- R. Henry Nigl[13]
- Material[14]
- Jean-Luc Hervé Berthelot
- Spiral-Shaped Mind
- Marins Koutsomichalis